# Emerentia Brita Maria Hoppenstedt
Emerentia Brita Maria Hoppenstedt, född 1745, död 1817, var en svensk godsägare och filantrop. 

## Biografi
Emerentia Brita Maria Hoppenstedt var dotter till skeppsredaren Baltzar Georg Hoppenstedt och gift med prosten Anders Bäckerström i Ljungby församling. Hon ärvde år 1795 godset Helgerum i Västrums socken, av sin kusin bergsrådet Peter Christoffer Cederbaum. Hon grundade ett fattighus för änkor, inrättade en läkartjänst för bygden, tog initiativet till upprättandet av Västrums sockenmagasin och finansierade byggandet av Västrums nya stenkyrka 1797–1799.